# Kento Yabuuchi
Kento Yabuuchi (薮内 健人 Yabuuchi Kento?), född 21 januari 1995 i Osaka prefektur, är en japansk fotbollsspelare.
Yabuuchi började sin karriär 2017 i FC Gifu. 2019 flyttade han till Iwate Grulla Morioka.